# Карін Шифрін
Карін Шифрін (івр. קארין שיפרין‎, нар. 1979, Єрусалим, Ізраїль) — ізраїльська оперна співачка, меццо-сопрано.

## Біографія
Закінчила Музичну академію в Тель-Авіві. Карін Шифрін виступала в Німеччині, Австрії, Італії, Ізраїлі з такими відомими музикантами, як Зубін Мета, Шломо Мінц, Даніель Інбал, в концертах Симфонічного оркестру Ізраїлю («Одруження Фігаро», «Дев'ята симфонія» Бетховена), Симфонічного оркестру Teatro Di Bolognia та іншими музичними колективами в Ізраїлі (Симфонічні оркестри Єрусалиму, Раанана, Рішон ле-Ціона, ізраїльський камерний оркестр) та інших країнах. Карін Шифрін виступає на ізраїльській оперній сцені з 2005 року.